# Dolmen du Coustalou
Der Dolmen du Coustalou liegt neben einem Bauernhof am südwestlichen Rand des Dorfes Grèzes, etwa 16 Kilometer westlich von Figeac im Département Lot in Frankreich.
Dolmen ist in Frankreich der Oberbegriff für neolithische Megalithanlagen aller Art (siehe: französische Nomenklatur).
Der Deckstein des Dolmens aus Puddingstein ist in zwei Stücke zerbrochen, die auf zwei großen Seitenplatten liegen. Er hat einen niedrigen Endsteinrest und die Kammer ist mit Geröll angefüllt.
Der Dolmen ist seit 1965 als Monument historique registriert.
In der Nähe liegt der Dolmen Cloup des Périès.